# Ærenpris (Veronica)
Ærenpris (Veronica) er en stor slægt med omkring 450 arter, som er udbredt i Europa, Nordafrika, Lilleasien, Central- og Østasien og i Nordamerika. Det er stauder med spinkle skud og 4-tallige blomster. Her nævnes de arter, hvis navne er godkendt af Germplasm Resources Information Network (GRIN) den 22. april 2006
| Beskrevne arter |

- Flerfarvet ærenpris (Veronica agrestis)
- Lancetbladet ærenpris (Veronica anagallis-aquatica)
- Markærenpris (Veronica arvensis)
- Østrigsk ærenpris (Veronica austriaca)
- Tykbladet ærenpris (Veronica beccabunga)
- Vandærenpris (Veronica catenata)
- Tveskægget ærenpris (Veronica chamaedrys)
- Trådærenpris (Veronica filiformis)
- Klippeærenpris (Veronica fruticans)
- Ensianbladet ærenpris (Veronica gentianoides)
- Vedbendærenpris (Veronica hederifolia)
- Langbladet ærenpris (Veronica longifolia)
- Bjergærenpris (Veronica montana)
- Lægeærenpris (Veronica officinalis)
- Mat ærenpris (Veronica opaca)
- Tæppeærenpris (Veronica pectinata)
- Amerikansk ærenpris (Veronica peregrina)
- Storkronet ærenpris (Veronica persica)
- Blank ærenpris (Veronica polita)
- Tidlig ærenpris (Veronica praecox)
- Stenærenpris (Veronica prostrata)
- Smalbladet ærenpris (Veronica scutellata)
- Glat ærenpris (Veronica serpyllifolia)
- Aksærenpris (Veronica spicata)
- Trefliget ærenpris (Veronica triphyllos)
- Vårærenpris (Veronica verna)

| Andre arter |

| - Veronica abyssinica - Veronica acinifolia - Veronica acrotheca - Veronica alatavica - Veronica albanica - Veronica allionii - Veronica alpina - Veronica americana - Veronica amoena - Veronica anagallidiformis - Veronica anagalloides - Veronica antalyensis - Veronica aphylla - Veronica aragonensis - Veronica arceutobia - Veronica arenosa - Veronica argute-serrata - Veronica armena - Veronica aucheri - Veronica avromanica - Veronica aznavourii - Veronica bachofenii - Veronica balansae - Veronica baumgartenii - Veronica bellidioides - Veronica biloba - Veronica bogosensis - Veronica bombycina - Veronica borissovae - Veronica bozakmanii - Veronica brownii - Veronica bucharica - Veronica bullii - Veronica bungei - Veronica caespitosa - Veronica callitrichoides - Veronica calycina - Veronica campylopoda - Veronica cana - Veronica capillipes - Veronica capitata - Veronica capsellicarpa'' - Veronica cardiocarpa - Veronica caucasica - Veronica ceratocarpa - Veronica cetikiana - Veronica chamaepithyoides - Veronica chartonii - Veronica chayuensis - Veronica chinoalpina - Veronica chionantha - Veronica ciliata - Veronica cinerea - Veronica colchica - Veronica copelandii - Veronica cretacea - Veronica crinata - Veronica crista-galli - Veronica cuneifolia - Veronica cusickii - Veronica cymbalaria - Veronica czerniakowskiana - Veronica dabneyi - Veronica daranica - Veronica daurica - Veronica davisii - Veronica debilis - Veronica deltigera - Veronica densiflora - Veronica denudata - Veronica dichrus - Veronica didyma - Veronica dillenii - Veronica donetzica - Veronica donii - Veronica elmaliensis | - Veronica emodi - Veronica erinoides - Veronica eriogyne - Veronica euphrasiifolia - Veronica euxina - Veronica fargesii - Veronica farinosa - Veronica fedtschenkoi - Veronica filifolia - Veronica filipes - Veronica formosa - Veronica forrestii - Veronica fragilis - Veronica francispetae - Veronica fridericae - Veronica fruticulosa - Veronica fuhsii - Veronica galathica - Veronica gaubae - Veronica glandulosa - Veronica glauca - Veronica gorbunovii - Veronica gracilis - Veronica grandiflora - Veronica grisebachii - Veronica henryi - Veronica hillebrandii - Veronica himalensis - Veronica hispidula - Veronica imerethica - Veronica incana - Veronica intercedens - Veronica jacquinii - Veronica japonensis - Veronica javanica - Veronica kaiseri - Veronica kavusica - Veronica kermisina - Veronica khorossanica - Veronica kindlii - Veronica kopetdaghensis - Veronica kopgecidiensis - Veronica kotschyana - Veronica kurdica - Veronica laeta - Veronica lanosa - Veronica lanuginosa - Veronica laxa - Veronica laxissima - Veronica leiocarpa - Veronica linariifolia - Veronica liwanensis - Veronica loganioides - Veronica longipetiolata - Veronica luetkeana - Veronica lycica - Veronica macropoda - Veronica macrostachya - Veronica macrostemon - Veronica macrostemonoides - Veronica magna - Veronica mannii - Veronica maximowicziana - Veronica mazanderanae - Veronica micrantha - Veronica microcarpa - Veronica micromera - Veronica minuta - Veronica miqueliana - Veronica mirabilis - Veronica monantha - Veronica montbretii - Veronica monticola - Veronica montioides - Veronica morrisonicola - Veronica multifida | - Veronica muratae - Veronica myrsinoides - Veronica nevadensis - Veronica nipponica - Veronica nivea - Veronica notabilis - Veronica nummularia - Veronica olgensis - Veronica oligosperma - Veronica oltensis - Veronica onoei - Veronica orientalis - Veronica paederotae - Veronica paniculata - Veronica panormitana - Veronica peduncularis - Veronica petraea - Veronica pinnata - Veronica piroliformis - Veronica plebeia - Veronica polifolia - Veronica polium - Veronica polozhiae - Veronica ponae - Veronica porphyriana - Veronica pusilla - Veronica quezelii - Veronica ramosissima - Veronica rechingeri - Veronica reidii - Veronica repens - Veronica reuterana - Veronica rhodopaea - Veronica riae - Veronica robusta - Veronica rockii - Veronica rosea - Veronica rotunda - Veronica rubrifolia - Veronica ruprechtii - Veronica sachalinensis - Veronica sajanensis - Veronica salina - Veronica samuelssonii - Veronica saturejoides - Veronica scardica - Veronica schistosa - Veronica schmidtiana - Veronica semiglabrata - Veronica sennenii - Veronica sessiliflora - Veronica siaretensis - Veronica sibthorpioides - Veronica spuria - Veronica stamatiadae - Veronica stelleri - Veronica stewartii - Veronica stylophora - Veronica sublobata - Veronica subsessilis - Veronica surculosa - Veronica sutchuenensis - Veronica syriaca - Veronica szechuanica - Veronica taiwanica - Veronica tauricola - Veronica teberdensis - Veronica telephiifolia - Veronica tenuifolia - Veronica tenuissima - Veronica teucrium - Veronica thessalica - Veronica thymifolia - Veronica thymoides - Veronica tianschanica - Veronica tibetica | - Veronica trichadena - Veronica triloba - Veronica tsinglingensis - Veronica tumadzhanovii - Veronica turrilliana - Veronica umbrosa - Veronica undulata - Veronica uralensis - Veronica urticifolia - Veronica urumovii - Veronica vandellioides - Veronica vanensis - Veronica violaefolia - Veronica viscosa - Veronica wormskjoldii - Veronica yildirimlii - Veronica yunnanensis |

Bemærk, at Angiosperm Phylogeny Group er i gang med at analysere slægtskabet mellem Ærenpris, Hebe og Parahebe, og at mange botanikere hælder til, at de to sidste slægter skal opløses, og at deres arter skal anbringes under Ærenpris.

## Note
1. ↑  "GRIN: Genus Veronica". Arkiveret fra originalen 4. november 2004. Hentet 9. december 2013.